# Plac Męczenników Warszawskiej Woli w Warszawie

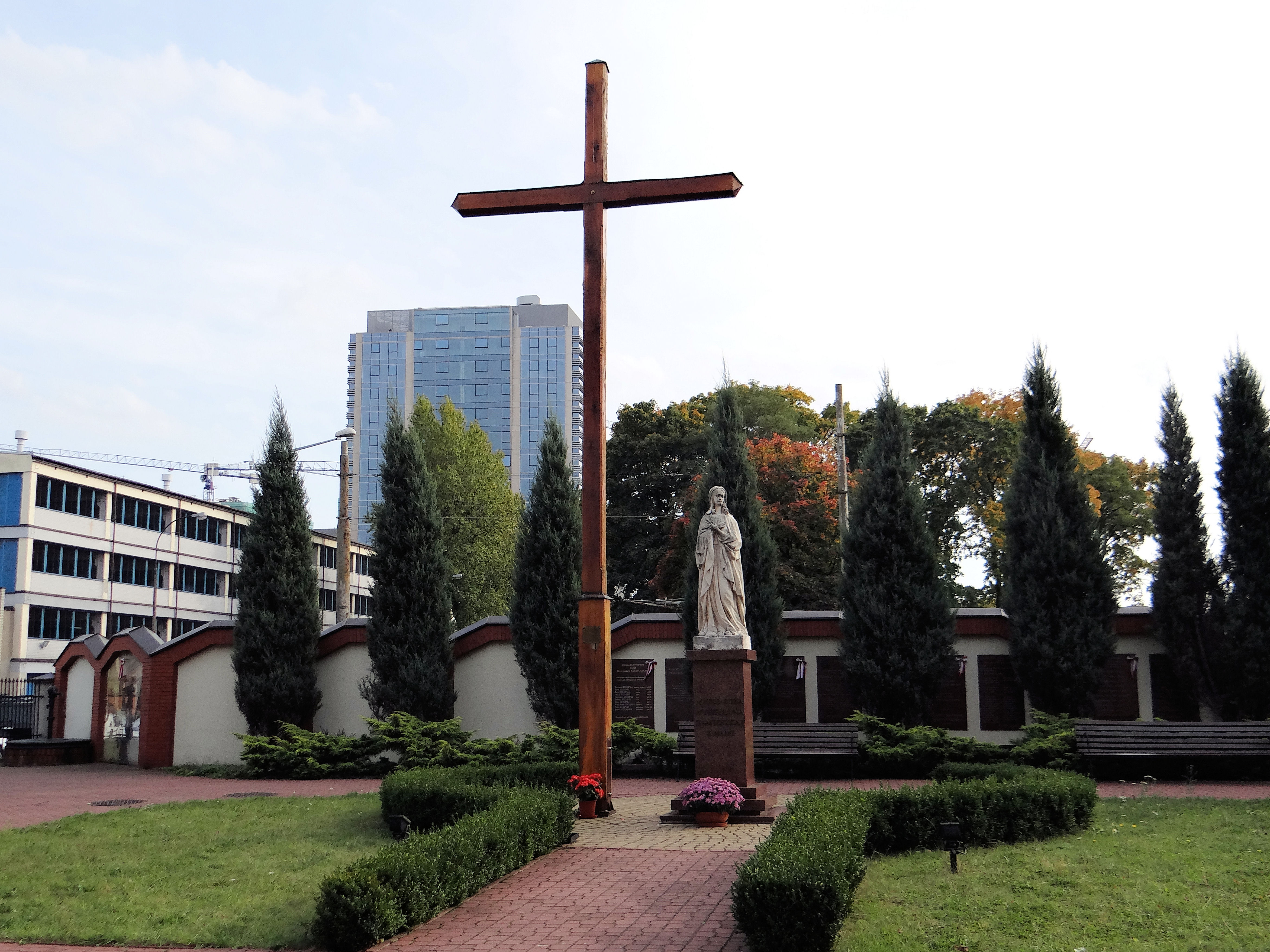
Plac Męczenników Warszawskiej Woli (2012)

Plac Męczenników Warszawskiej Woli – ogrodzony dziedziniec kościoła i klasztoru redemptorystów przy ul. Karolkowej 49 na warszawskiej Woli (parafia św. Klemensa Hofbauera). Znajdujący się tam krzyż oraz liczne tablice pamiątkowe upamiętniają blisko 50 tys. mieszkańców dzielnicy, zamordowanych przez oddziały SS i policji niemieckiej w pierwszych dniach sierpnia 1944. Plac stanowi obecnie jedno z najważniejszych miejsc pamięci ofiar rzezi Woli.

## Historia
W pierwszych dniach sierpnia 1944 niemieckie oddziały skierowane do stłumienia powstania warszawskiego dokonały masowej eksterminacji mieszkańców dzielnicy Wola. W myśl wyraźnych rozkazów Hitlera mordowano bez względu na wiek i płeć każdego schwytanego Polaka. Historycy szacują liczbę ofiar na 38 – 65 tysięcy. W gronie zamordowanych znalazło się także 30 ojców, braci i kleryków zamieszkujących w klasztorze redemptorystów przy ul. Karolkowej 49. Kościół podpalono, lecz silna żelbetonowa konstrukcja zapobiegła jego całkowitemu zniszczeniu.
W 2000 roku ogrodzony dziedziniec przed kościołem został przekształcony w „Plac Męczenników Warszawskiej Woli”. Projekt jego zagospodarowania wykonał architekt Feliks Dzierżanowski. Uroczyste poświęcenie placu nastąpiło w dniu 5 sierpnia 2000 – w 55. rocznicę rzezi Woli. Uroczystość prowadził kardynał Józef Glemp.

## Wygląd
Na środku placu stoi drewniany krzyż, obok którego ustawiono XIX-wieczną figurę Najświętszej Maryi Panny (usuniętą przez komunistyczne władze z pobliskiego szpitala w 1947 roku). Obecnie jest ona czczona jako „Matka Boża Wysiedlona”.
Bliżej ogrodzenia postawiono granitowy pomnik w kształcie krzyża z napisem: „Pamięci 50 000 mieszkańców Woli zamordowanych w sierpniu 1944 roku podczas Powstania Warszawskiego. Wolność krzyżami się mierzy”. Na jego tle zamieszczono na ogrodzeniu dwie tablice – na jednej z nich znalazł się Znak Polski Walczącej, a na drugiej zestaw dat: 1939, 1944, 1989.
Na murze otaczającym plac umieszczono także tablice upamiętniające ofiary rzezi Woli oraz miejsca, w których miały miejsce masowe egzekucje. W gronie upamiętnionych w ten sposób ofiar znaleźli się m.in. zamordowani redemptoryści, tramwajarze, personel Szpitala Wolskiego, harcerki z patrolu sanitarnego Obwodu AK „Wola” oraz najmłodsze ofiary wojny. Jedną z tablic poświęcono 10-osobowej rodzinie Kuciapskich – jednej z tysięcy polskich rodzin zamordowanych na Woli w „czarną sobotę” 5 sierpnia 1944.

## Galeria

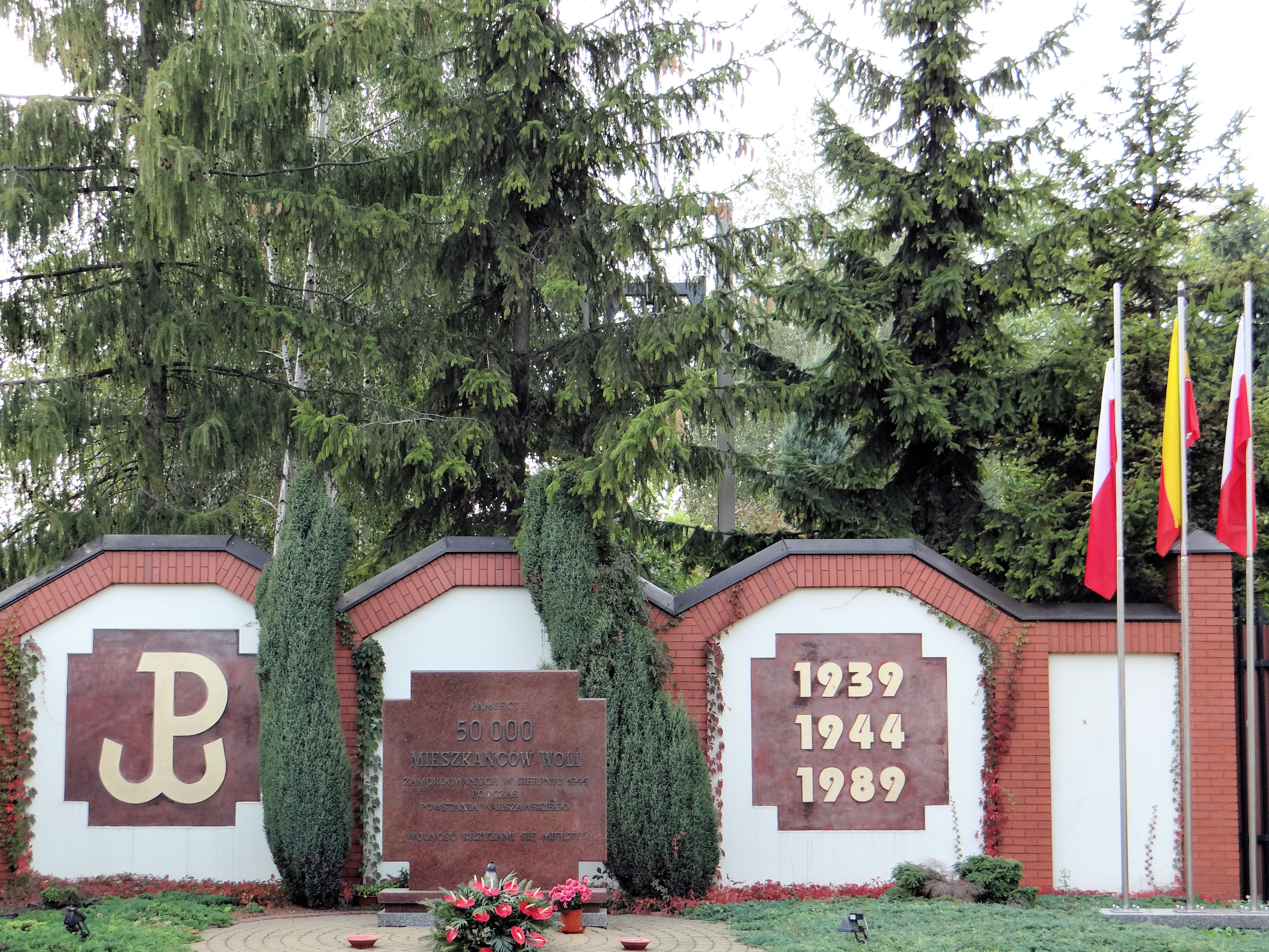
Krzyż upamiętniający wymordowaną ludność Woli
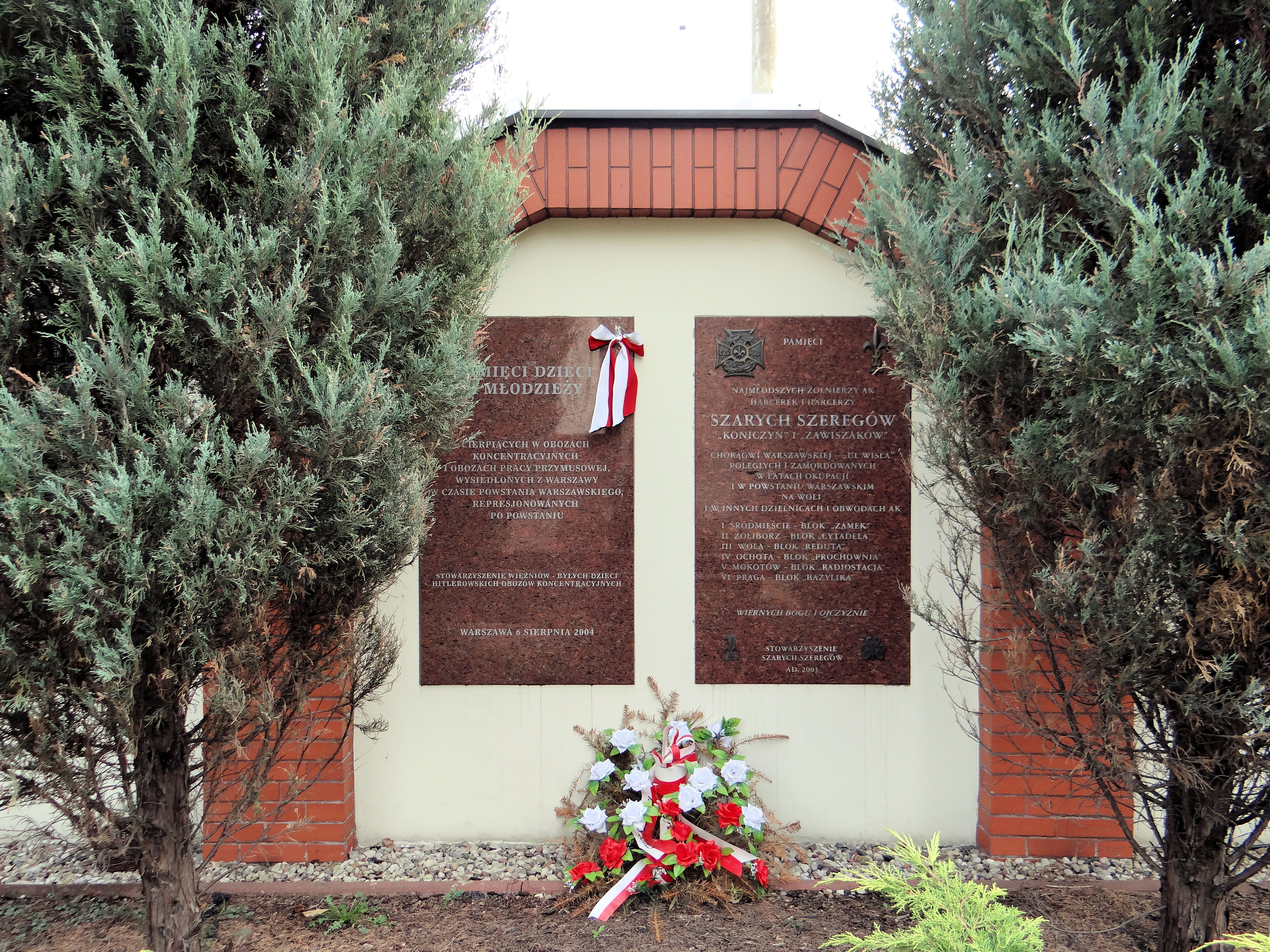
Tablice upamiętniające harcerzy „Szarych Szeregów” oraz najmłodsze ofiary wojny
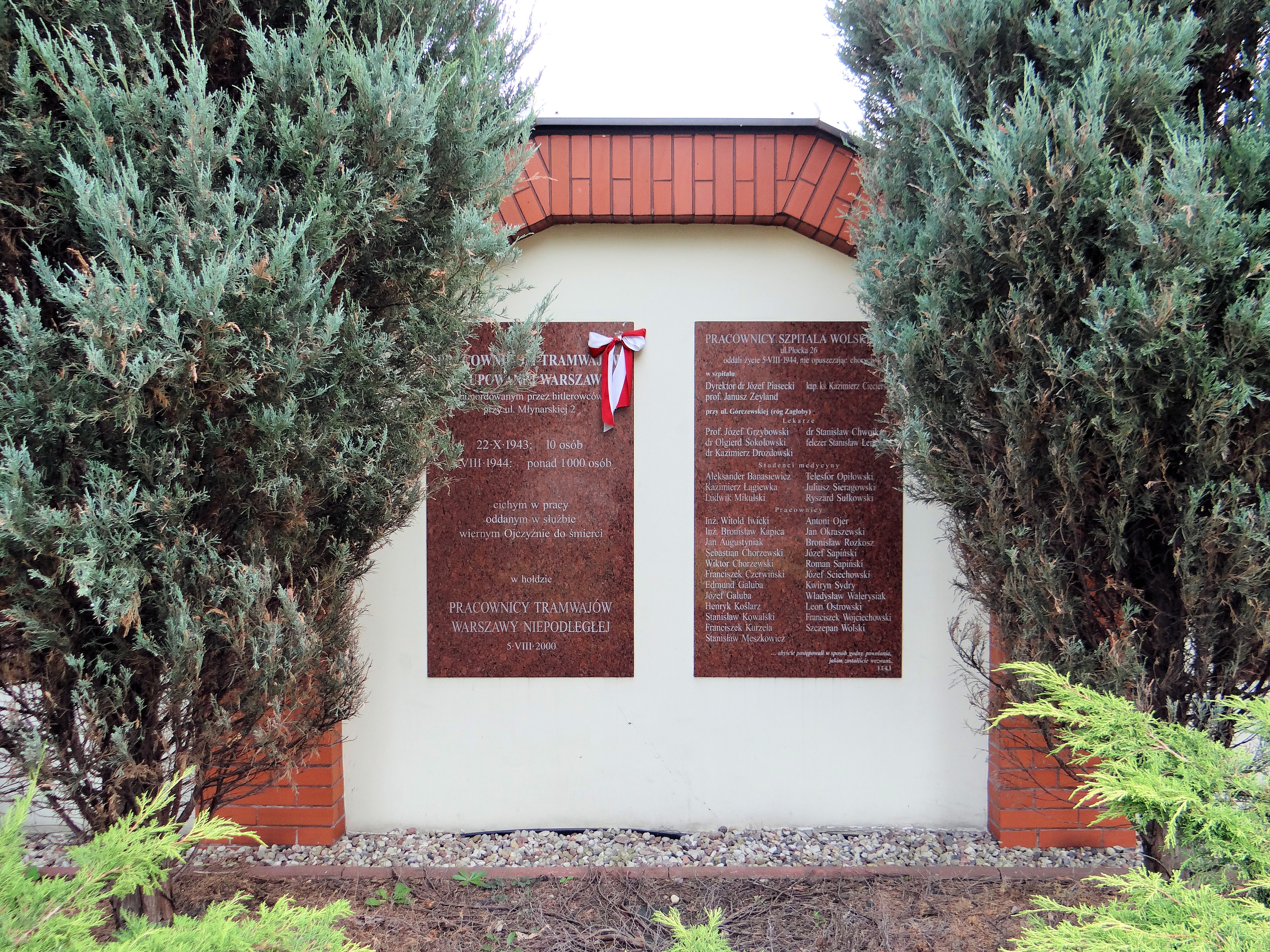
Tablice upamiętniające zamordowanych tramwajarzy oraz personel Szpitala Wolskiego
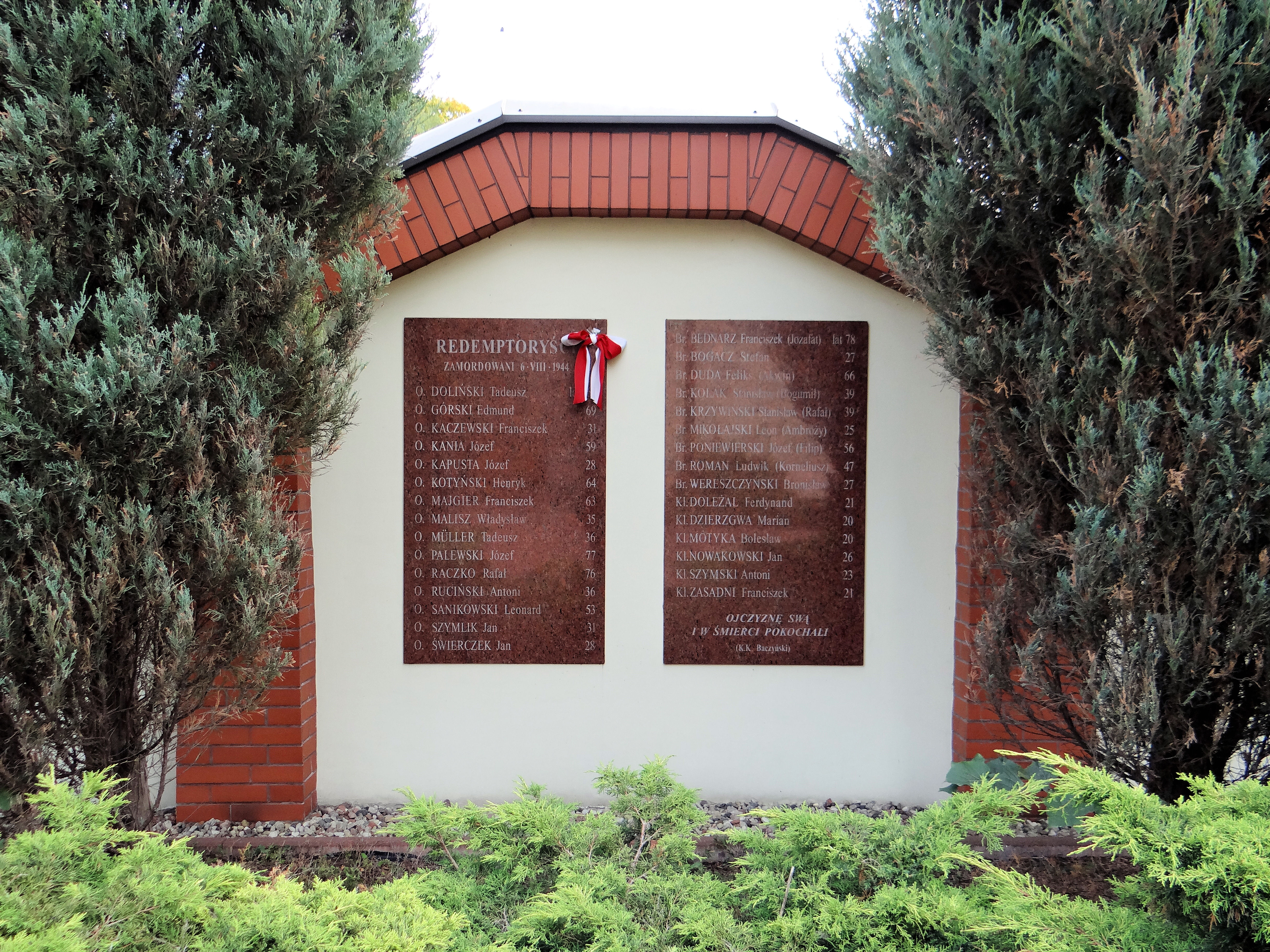
Tablica upamiętniająca zamordowanych redemptorystów
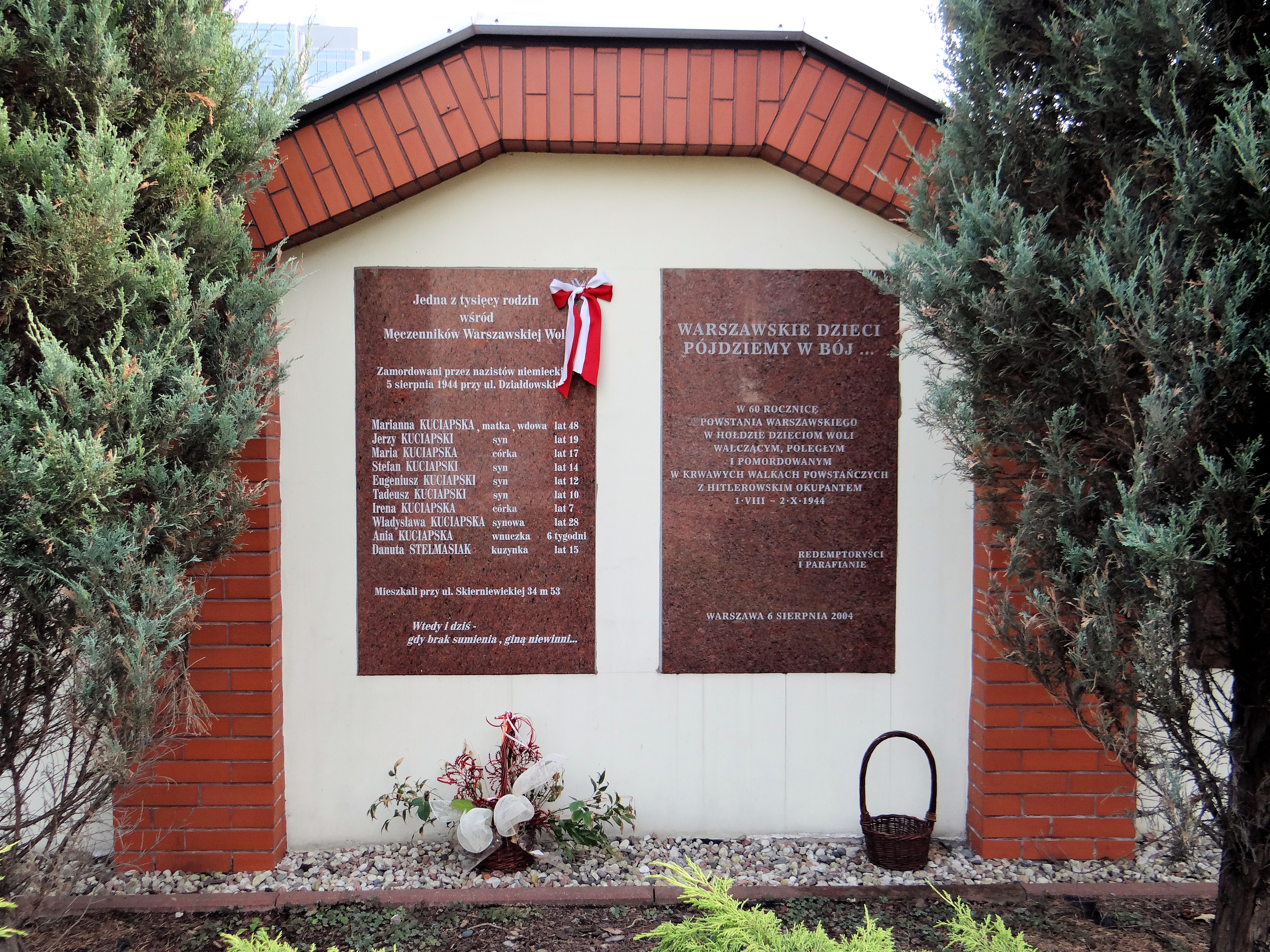
Tablica upamiętniająca członków rodziny Kuciapskich